# Israel, Ocosingo
Israel är en ort i Mexiko.   Den ligger i kommunen Ocosingo och delstaten Chiapas, i den sydöstra delen av landet, 800 km öster om huvudstaden Mexico City. Israel ligger 887 meter över havet och antalet invånare är 255.
Terrängen runt Israel är huvudsakligen kuperad. Israel ligger nere i en dal. Runt Israel är det ganska glesbefolkat, med 38 invånare per kvadratkilometer. Närmaste större samhälle är Ocosingo, 10,1 km norr om Israel. I omgivningarna runt Israel växer i huvudsak städsegrön lövskog.